# Télé Congo
Télé Congo est la chaîne de télévision généraliste nationale publique congolaise.

## Histoire de la chaîne
La télévision congolaise, baptisée Télé Congo, naît le 28 novembre 1962 comme première chaîne de télévision à émettre en Afrique au sud du Sahara.
Elle perd peu à peu son monopole au sein du paysage audiovisuel et doit faire face à une double concurrence, celle des chaînes privées nationales et celles de la république démocratique du Congo voisine, diffusées depuis Kinshasa. Depuis 1997, elle est concurrencée par DRTV International (Digital Radio Télévision), chaîne commerciale privée qui met l’accent sur l’information de proximité, et par Africable, chaîne panafricaine domiciliée à Bamako.
Télé Congo, qui dispose d’une antenne dans la deuxième ville du pays, manque cruellement de moyens et souffre de carences logistiques.

## Identité visuelle

### Congo Magic Tv

Logo de Télé Congo jusqu'en 2010
Logo de Télé Congo de 2011 à 2014
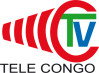
Logo actuel de Télé Congo

## Organisation

### Dirigeants
Directeurs généraux :
- Guy Menga : 28/11/1962 - 1971
- Ekiaye Akoli Wamené : ? - 12/2009
- Jean Obambi : janvier 2010
- André Ondélé : depuis décembre 2017

### Capital
Télé Congo est une chaîne publique détenue à 100 % par le Centre national de Radio Télévision congolais (CNRTV), société publique de radiodiffusion et télévision de l'État congolais. Son budget annuel est de 135 millions de francs CFA.

### Siège
En décembre 2008, le Centre national de Radio Télévision congolais (CNRTV) s'est installée dans ses nouveaux locaux situés à Nkombo, dans l'arrondissement de M'filou puis de Djiri à Brazzaville.

## Programmes
Les programmes de Télé Congo se composent d'émissions d'information avec entre autres des journaux télévisés en français, en lingala et kituba, d'émissions politiques, littéraires, des émissions de divertissement, de sport, de musique, mais aussi du cinéma, des fictions, de nombreux reportages et des programmes destinés à la jeunesse.
Le Centre national de Radio Télévision congolais étant partenaire de Canal France International, certains programmes de Télé Congo sont issus de la banque de programmes de CFI, en majorité le sport, les fictions et les magazines. 

## Présentateurs
Les présentateurs et animateurs vedettes de la télévision congolaise sont : 
- Jean-Claude Kakou[1] ;
- Gildas Mayela[2] ;
- Bibiane Itoua[3] ;
- Brice Abanzounou ;
- Brice Armel Iletsi ;
- Christian Martial Poos[4] ;
- Borgia Samba;
- Joseph Dielle.

## Diffusion
Télé Congo est diffusée par voie hertzienne sur le territoire congolais, par satellite en Afrique occidentale sur Canalsat Horizons (NSS 7) depuis décembre 2010 et par ADSL en France via le Bouquet Africain Bbox, Freebox TV, Orange TV et SFR et anciennement sur Alice.